# ФАП 6Г
ФАП 6Г је теретни камион са две осовине који се произовдио у Фабрици аутомобила Прибој од 1953. године до 1962. године. Први је камион у производном програму ове фабрике заједно са сродним моделом ФАП 4Г.

## Опис и намена
ФАП 6Г је серија возила са две осовине погоњен шестоцилиндричним ФАМОС мотором са директним убризгавањем типа Ф. Мотор је смештен на предњем крају возила испред кабине. Возило је намењен превозу терета око 6,5 до 7 тона и вучу прикључних возила. Дизајн камиона је идентичан "Саурер"-овом моделу 6Г са кабином карактеристичног изгледа (такозвани њушкаш).

## Производња
Производњом модела ФАП 6Г заједно са моделом ФАП 4Г уједно почиње и сама производња моторних возила у Фабрици аутомобила Прибој. Након оснивања фабрике 1952. године и вишемесечних испитивања више иностраних модела камиона, одлучено је да се откупи лиценца за производњу од аустријске компаније „Saurer Werke”. По завршетку обуке радника на увезеном камиону Саурер 4ГЕ-Л који је расклопљен и склапан, први произведени камион ФАП 6ГГФ-Л излази из фабричке хале 30. октобра 1953. године из хале фабрике у Прибоју. Те године произведено је 17 камиона оба модела 6Г и 4Г. Следеће 1954. године уследила је и серијска производња камиона. Уговором са Саурером откупљена је лиценца за производњу у трајању од 10 година. По истеку лиценце, ФАП развија побољшани ФАП 13 заснован на моделу 6Г који ће се производити до 2003. године у варијанти 1414

## Намена и варијанте
Камион ФАП-6Г у највећем броју је произвођен као теретно возило са товарним сандуком или кипером али и у верзији тегљача са полуприколицом. Означавање различитих варијанти овог модела преузето је од Саурера. Бројчана ознака 6 у називу камиона означава носивост у тонама. Бројевну ознаку следи слово Г које означава серију. Након њега у ознаци следе слова Г или А, где је слово Г ознака шасије са равним рамом док слово А означава модел са погоном на сва четири точка. Треће слово Ф означава тип мотора а након њега и повлаке слова Л, К или С ближе одређују намену возила.
Варијанте које су се производиле су:
- ФАП 6ГГФ-Л - сандучар или камион са надоградњом (Л) са погоном 4 х 2;
- ФАП 6ГГФ-К - кипер (К) са погоном 4 х 2;
- ФАП 6ГАФ-ЛЛ - сандучар продужених страница (ЛЛ) са погоном 4 х 4;
- ФАП 6ГАФ-КЛ - кипер продужених страница (КЛ) са погоном 4 х 4;
- ФАП 6ГГФ-С - тегљач (С) са погоном 4 х 2;
- ФАП 6ГАФ-С - тегљач (С) са погоном 4 х 4.

Камиони који су серијски произвођени за потребе Југословенске народне армије у наставку ознаке имају после косе црте додатну словну ознаку А (армијски) и ознаку В уколико су опремљени витлом (чекргом) - нпр. ФАП-6ГАФ-КЛ/А или ФАП-6ГАФ-ЛЛ/АВ.

## Технички подаци
| Модел                                        | Модел                  | Модел                  | Модел                  | Модел                  |
| 6ГГФ-Л                                       | 6ГГФ-К                 | 6ГАФ-ЛЛ                | 6ГАФ-КЛ/А              | 6ГГФ-С                 |
| МОТОР                                        | МОТОР                  | МОТОР                  | МОТОР                  | МОТОР                  |
| Ф                                            | Ф                      | Ф                      | Ф                      | Ф                      |
| Снага мотора (КС)                            | Снага мотора (КС)      | Снага мотора (КС)      | Снага мотора (КС)      | Снага мотора (КС)      |
| 130                                          | 130                    | 130                    | 130                    | 130                    |
| Број обртаја по минуту                       | Број обртаја по минуту | Број обртаја по минуту | Број обртаја по минуту | Број обртаја по минуту |
| 2000                                         | 2000                   | 2000                   | 2000                   | 2000                   |
| ДИМЕНЗИЈЕ ВОЗИЛА (mm)                        | ДИМЕНЗИЈЕ ВОЗИЛА (mm)  | ДИМЕНЗИЈЕ ВОЗИЛА (mm)  | ДИМЕНЗИЈЕ ВОЗИЛА (mm)  | ДИМЕНЗИЈЕ ВОЗИЛА (mm)  |
| Размак осовина                               | Размак осовина         | Размак осовина         | Размак осовина         | Размак осовина         |
| -------------------------------------------- | ---------------------- | ---------------------- | ---------------------- | ---------------------- |
| 4600                                         | 4600                   | 4600                   | 4600                   | 3750+4300              |
| Дужина                                       |                        |                        |                        |                        |
| 7865                                         | 7275                   | 7970                   | 7390                   | 10560/5800             |
| Ширина                                       |                        |                        |                        |                        |
| 2380                                         | 2380                   | 2350                   | 2350                   | 2380                   |
| Висина                                       |                        |                        |                        |                        |
| 2575                                         | 2575                   | 2705                   | 2705                   | 2650                   |
| Предњи препуст                               |                        |                        |                        |                        |
| 1365                                         | 1200                   | 1270                   | 1280                   | 1200                   |
| Задњи препуст                                |                        |                        |                        |                        |
| 1900                                         | 1475                   | 1900                   | 1510                   | 900/900                |
| ДИМЕНЗИЈЕ ТОВАРНОГ САНДУКА (mm)              |                        |                        |                        |                        |
| Дужина                                       |                        |                        |                        |                        |
| 5000                                         | 3950                   | 5000                   | 3950                   | 7300                   |
| Ширина                                       |                        |                        |                        |                        |
| 2200                                         | 2250                   | 2200                   | 2250                   | 2200                   |
| Висина                                       |                        |                        |                        |                        |
| 500                                          | 500                    | 500                    | 500                    | 950                    |
| Полупречник окретања (mm)                    |                        |                        |                        |                        |
| 8300                                         | 8300                   | 9000                   | 8500                   | 7000                   |
| МАСА (kg)                                    |                        |                        |                        |                        |
| Сопствена тежина                             |                        |                        |                        |                        |
| 5570                                         | 6280                   | 6065                   | 6880                   | 7650                   |
| Корисна носивост                             |                        |                        |                        |                        |
| 7000                                         | 6500                   | 7000                   | 6500                   | 12100                  |
| ПОТРОШЊА ГОРИВА ОПТЕРЕЋЕНОГ ВОЗИЛА (l/100km) |                        |                        |                        |                        |
| 19                                           | 19                     | 20                     | 20                     | 32                     |
| МАКСИМАЛНА БРЗИНА ВОЗИЛА (km/h)              |                        |                        |                        |                        |
| 62                                           |                        |                        |                        |                        |
|                                              |                        |                        |                        |                        |